# 栗岩尚治
栗岩 尚治（くりいわ なおはる、1891年（明治24年）3月5日 - 1961年（昭和36年）2月27日）は、大日本帝国陸軍軍人。最終階級は陸軍少将。功四級。

## 経歴
1891年（明治24年）に長野県で生まれた。陸軍士官学校第24期卒業。1937年（昭和12年）8月に輜重兵第3連隊長（第2軍・第3師団）に就任し、1939年（昭和14年）3月9日に陸軍輜重兵大佐に進級、4月8日に陸軍自動車学校幹事に転じた。
1940年（昭和15年）2月に関東軍野戦自動車廠長に就任し、1942年（昭和17年）7月には第1野戦輸送司令官（関東軍・第1方面軍・第20軍、後に第6方面軍）に転じて中支に出動。1945年（昭和20年）6月10日に陸軍少将に進級し、中支で終戦を迎えた。
1948年（昭和23年）1月31日、公職追放仮指定を受けた。